# イオン・コーマン
イオン・コーマン（Ion Coman; 1926年3月25日 - ）は、ルーマニアの政治家、軍人。大将。ルーマニア共産党員。参謀総長、国防相を歴任。
テレオルマン郡プナリ村出身。1937-1942年、職人として働き、1943年、ブカレストの「オリンプ」工場の旋盤工として働く。
1945年からルーマニア共産党員となり、1945-1946年、オリンプ工場の党組織書記、労働組合議長となる。1947年、ブカレスト第3地区党地区委員会教官。1948年、ルーマニア軍に召集され8ヶ月間勤務した後、軍政治総局青年業務課の教官に任命、その後同課課長。
1954年から防空軍政治局副局長、1955年から第3軍政治局長。1962年、総合アカデミー指揮学部を卒業し、1962-1964年、政治総局副総局長、その後、参謀第一次長。1964年11月、第3軍司令官に就任し、1965年末、国防次官/軍最高政治会議書記に任命。1973年5月から党中央委員会行政機関主任。1974年12月から国防第一次官、参謀総長。1976年6月、国防相に任命。
1965年から党中央委員会委員。1976年から党中央委員会政治執行委員会委員候補。大国民議会代議員。